# Сьюзен Гоґан
Сьюзан Гоґан (англ. Susan Hogan; нар. 1951, Скарборо, Торонто, Онтаріо) — канадська театральна та кіноакторка.

## Життєпис
Сьюзан Гоґан народилася у 1951 році в міста Торонто у районі Скарборо.
Закінчила Національну театральну школу Канади.
У 1998 році отримала театральну премію Джессі Річардсона.

## Особисте життя
Одружена з Майклом Гоґаном, з яким познайомилась під час навчання у Національній театральній школі Канади. У подружжя є троє спільних дітей.

## Вибрана фільмографія
- 2014 — «Різдвяна таємниця» — Джуді
- 2013 — «Ясновидець» — Маріанна
- 2012 — «Все законно[en]» — Лорейн Броді
- 2011 — «Дружина пастора» — доктор Лінн Заґер
- 2008 — «Шепіт острова» — епізод
- 2007 — «Чоловіки на деревах[en]» — Донна Гаррінґтон
- 2006 — «Ефект метелика 2» — Кетрін Ларсон
- 2006 — «Все навколо позеленіло[en]» — мати
- 2001 — «Кімната очікування» (короткометражний)
- 2000—2002 — «Таємничі шляхи» — Керол''
- 2000—2002 — «Ангел темряви» — Марго
- 2000 — «Карантин» — Медді
- 2000 — «Історія Джона Денвера» — Ірма
- 1998 — «Непристойна поведінка» — Синтія Кларк
- 1996—1998 — «За межею можливого» — Кренн / доктор Марісса Ґолдинґ / Фібі Коллінз
- 1996—1997 — «Полтергейст: Спадщина[en]» — Мішель Гот / Клер Спенсер
- 1995 — «Еббі[en]» — місіс Добсон
- 1991 — «Біле Ікло» — Белінда Кейсі
- 1990 — «Вузька межа» — Кетрін Веллер
- 1981—1985 — «Маленький бродяга[en]» — Мег Фаррелл / Репортер
- 1980 — «Фобія» — Дженні Сен-Клер
- 1979 — «Виводок» — Рут Майер